# Bharuhana
Bharuhana é uma vila no distrito de Mirzapur, no estado indiano de Uttar Pradesh.

## Demografia
Segundo o censo de 2001, Bharuhana tinha uma população de 5734 habitantes. Os indivíduos do sexo masculino constituem 54% da população e os do sexo feminino 46%. Bharuhana tem uma taxa de literacia de 56%, inferior à média nacional de 59.5%; a literacia no sexo masculino é de 65% e no sexo feminino é de 44%. 15% da população está abaixo dos 6 anos de idade.